# Haugesund

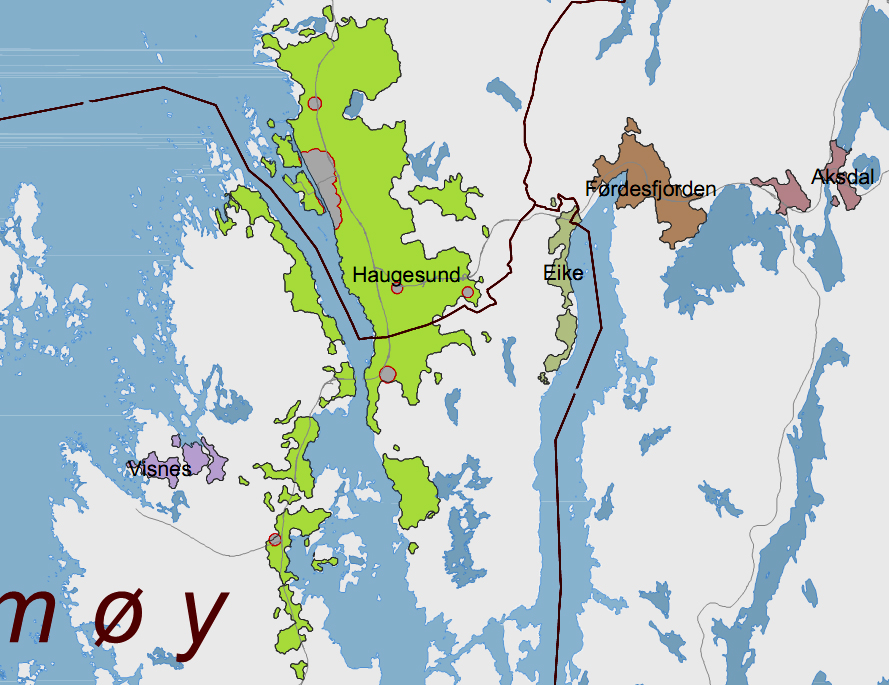
Haugesund zwischen Hardanger- und Boknafjord

Haugesundⓘ ist eine Handelsstadt und Kommune in der norwegischen Provinz (Fylke) Rogaland mit 38.441 Einwohnern (Stand 1. Januar 2025). Die Stadt liegt an der Nordseeküste, etwa in der Mitte zwischen Bergen und Stavanger. Sie ist ein bedeutendes Handelszentrum mit Einkaufsmöglichkeiten und einem Einzugsgebiet von etwa 200.000 Menschen. Haugesund bezeichnet sich als „junge Stadt in alter Schale“. Der Name setzt sich aus Haug (deutsch: „Hügel“) und Sund (deutsch „Meerenge“) zusammen.

## Geographie
Die Kommune Haugesund grenzt im Süden und Westen an die Nachbarkommunen Karmøy, im Norden an Sveio und im Osten an Tysvær. Die höchste Erhebung in der Gemeinde ist der Klauv 246 moh. im Nordosten der Kommune. Haugesund liegt am Karmsund. Über den Karmsund führt seit 1955 die 690 m lange Karmsundbrücke in die Nachbarkommune Karmøy. Die Gemeinde verteilt sich auf das Festland und mehrere Inseln. Risøy und Hasseløy im Karmsund sind über Brücken, Røvær, Vibrandsøy und andere nur mit dem Schiff erreichbar.

## Geschichte
Haugesund entstand als Umschlagpunkt und Poststelle für Seefahrende und Fischer zur Zeit der boomenden Heringsfischerei Ende des 19. Jahrhunderts. Die Stadt erhielt das Stadtrecht 1854. Das Wappen zeigt drei Möwen auf blauem Grund und spiegelt damit Geschichte und geographische Lage wider.
Bei Haraldshaugen soll König Harald Hårfagre (Harald I. genannt Schönhaar) der Sage nach begraben liegen. Ein 1872 errichteter granitener Obelisk mit 29 kleineren Monumenten aus 29 Landesteilen erinnert an die Reichsgründung 872 und den Reichsgründer Harald Schönhaar. In der Nähe, an einer alten Thing-Stätte in Krosshaugen, befindet sich ein Steinkreuz aus der Christianisierungszeit um das Jahr 1000.
Haugesund war Hurtigrutenhafen von 1896 bis 1919.

### Einwohnerentwicklung
| Jahr      | 1769   | 1801   | 1815   | 1825   | 1835   | 1845   | 1855   | 1865   | 1875   | 1890   | 1900   |
| Einwohner | 843    | 917    | 1.058  | 1.243  | 1.500  | 1.830  | 2.668  | 5.037  | 6.192  | 7.813  | 10.664 |
| Jahr      | 1910   | 1920   | 1930   | 1946   | 1950   | 1960   | 1970   | 1980   | 1990   | 2001   | 2006   |
| Einwohner | 14.798 | 20.276 | 20.775 | 22.821 | 23.865 | 27.073 | 27.195 | 27.000 | 27.736 | 30.705 | 31.738 |

## Politik
Bürgermeister (Ordfører) von Haugesund ist Arne-Christian Mohn von der Arbeiterpartei (Arbeiderpartiet). Die sozialdemokratische Partei erhielt bei den Wahlen 2015 40,2 % der Stimmen. Nach der Wahl wurde eine verpflichtende Zusammenarbeit mit der Fortschrittspartei eingegangen. Die übrigen Ergebnisse der Wahl sind in der Tabelle aufgeführt.
| Jahr | Arbeiterpartei | Fortschrittspartei | Rechtspartei | Chr. Volkspartei | Zentrum | Soz. Linke | Linke | Andere Parteien |
| ---- | -------------- | ------------------ | ------------ | ---------------- | ------- | ---------- | ----- | --------------- |
| 2015 | 40,2           | 14,0               | 22,3         | 5,3              | 1,9     | 3,5        | 4,9   | x,x             |

## Stadtrat
- R: 1
- SV: 4
- MDG: 1
- Ap: 11
- Sp: 1
- PF: 2
- KrF: 2
- V: 2
- H: 15
- INP: 3
- FrP: 7

### Städtepartnerschaften
- Søllerød (Dänemark)
- Ekenäs (Finnland)
- Ystad (Schweden)
- Emden (Deutschland)
- Oettingen (Deutschland, Städtefreundschaft)[3]

## Kultur und Sehenswürdigkeiten
Haugesund beheimatet einen der fünf Campus der Hochschule Westnorwegen, die 2017 aus dem Zusammenschluss mehrerer Hochschulen, darunter der Høgskolen Stord/Haugesund, entstand. Es gibt Studiengänge in Didaktik und der Lehrerausbildung, in Ölgewinnung auf der See und in Gesundheitserziehung.
Im August findet jährlich ein internationales Filmfestival (Den norske filmfestivalen) und das Jazz-Festival Sildajazz statt.
Die Stadt verfügt über mehrere Theater, ein 1931 gebautes, sehenswürdiges Rathaus, das Karmsund Volksmuseum, die Haugesunder Bildergalerie mit dem Schwerpunkt Gegenwartskunst, das Freilichtmuseum (Dokken) auf der Insel Hasseløy, ein Sinfonieorchester und eine eigene Tageszeitung (Haugesunds Avis). Der lokale Fernsehsender heißt TV Haugaland, Lokalradios sind Radio102 und Radio Haugaland.
In der Nachbarkommune Karmøy unweit von Haugesund befinden sich der vorzeitliche Bautasteine bei Ferkingstad, die Nähnadel Mariens (norwegisch Jomfru Marias synål) an der Olavskirche in Avaldsnes und Die fünf törichten Jungfrauen (norwegisch De fem dårlige jomfruer). Bei Avaldsnes finden sich zudem Gräberfelder aus der Bronze- und Eisenzeit.
Lutherische Kirchen sind Vår Frelsers kirke („Erlöserkirche“, 1900), Skåre kirke (1856), Rossabø kirke (1974) und Udland kirke (2003), die einzige katholische Kirche ist St. Josef (1933), außerdem gibt es mehrere Freikirchen.
In Haugesund ist der Fußballverein FK Haugesund beheimatet.

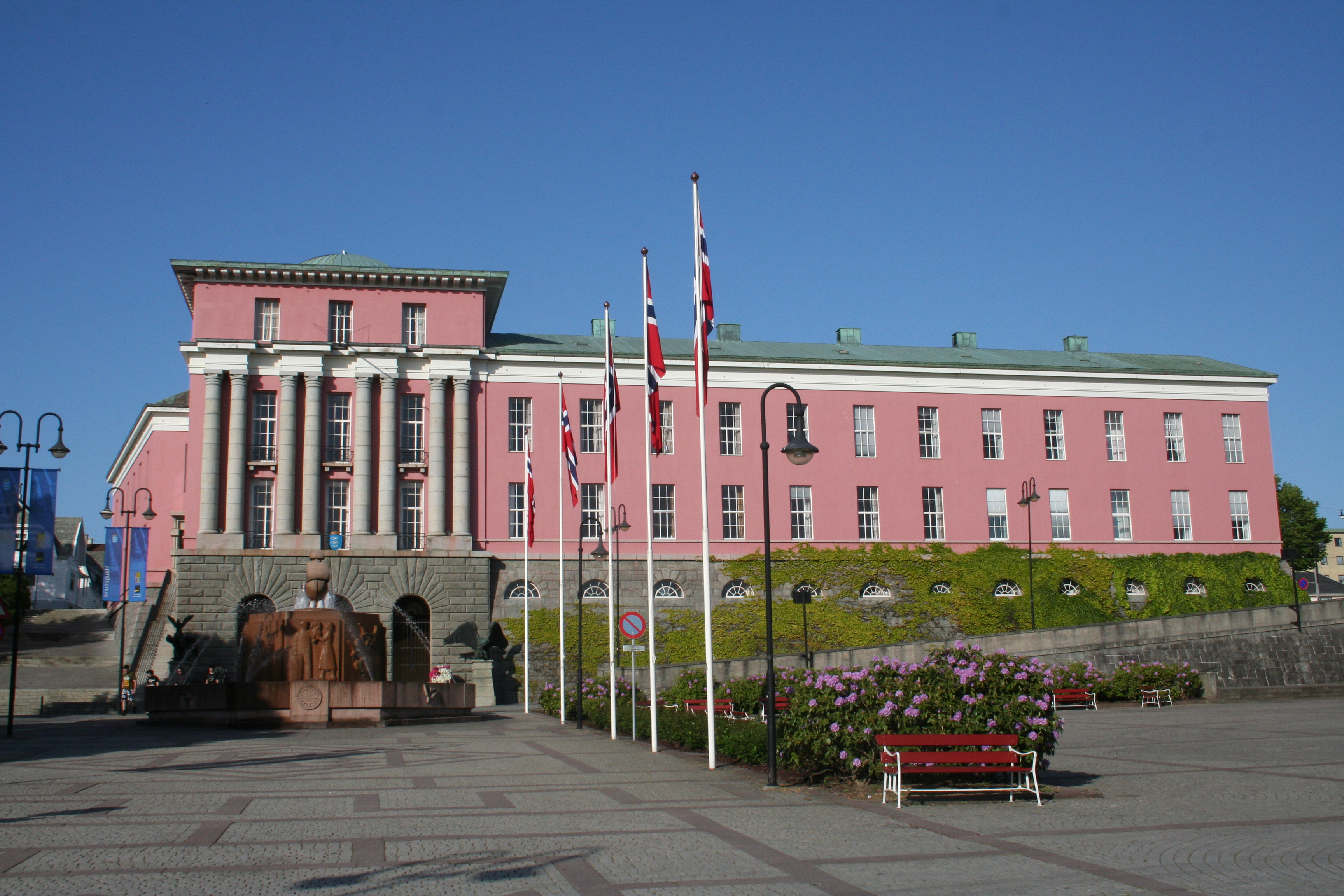
Haugesund Rathaus
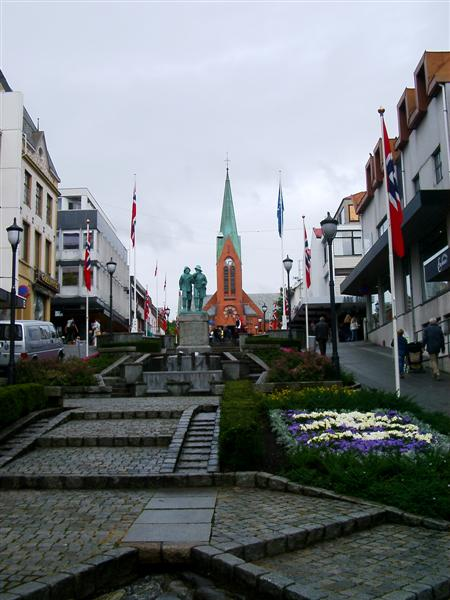
Vår Frelsers kirke, Haugesund
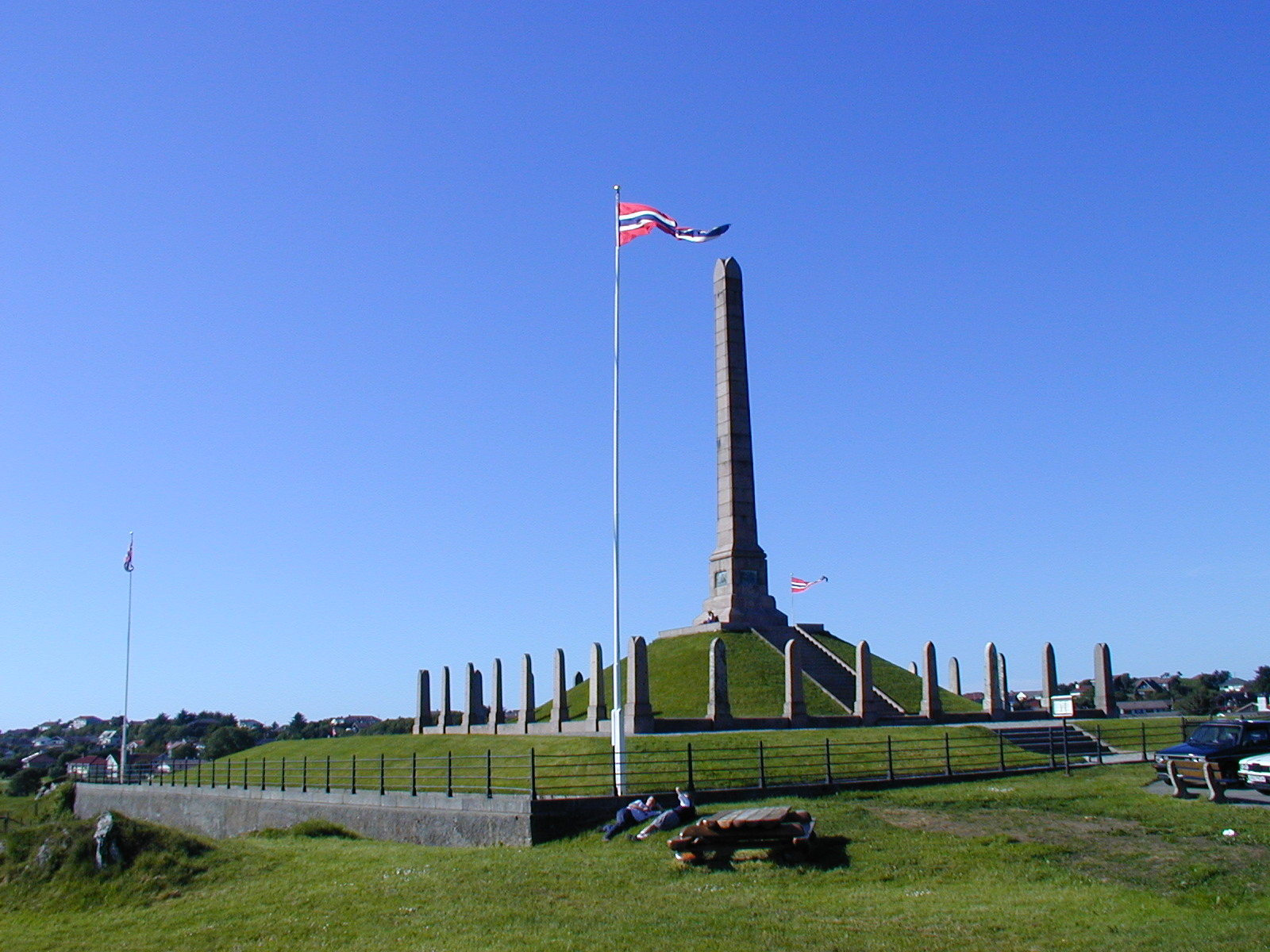
Haraldshaugen-Monument, Gedenkstätte der Reichseinigung
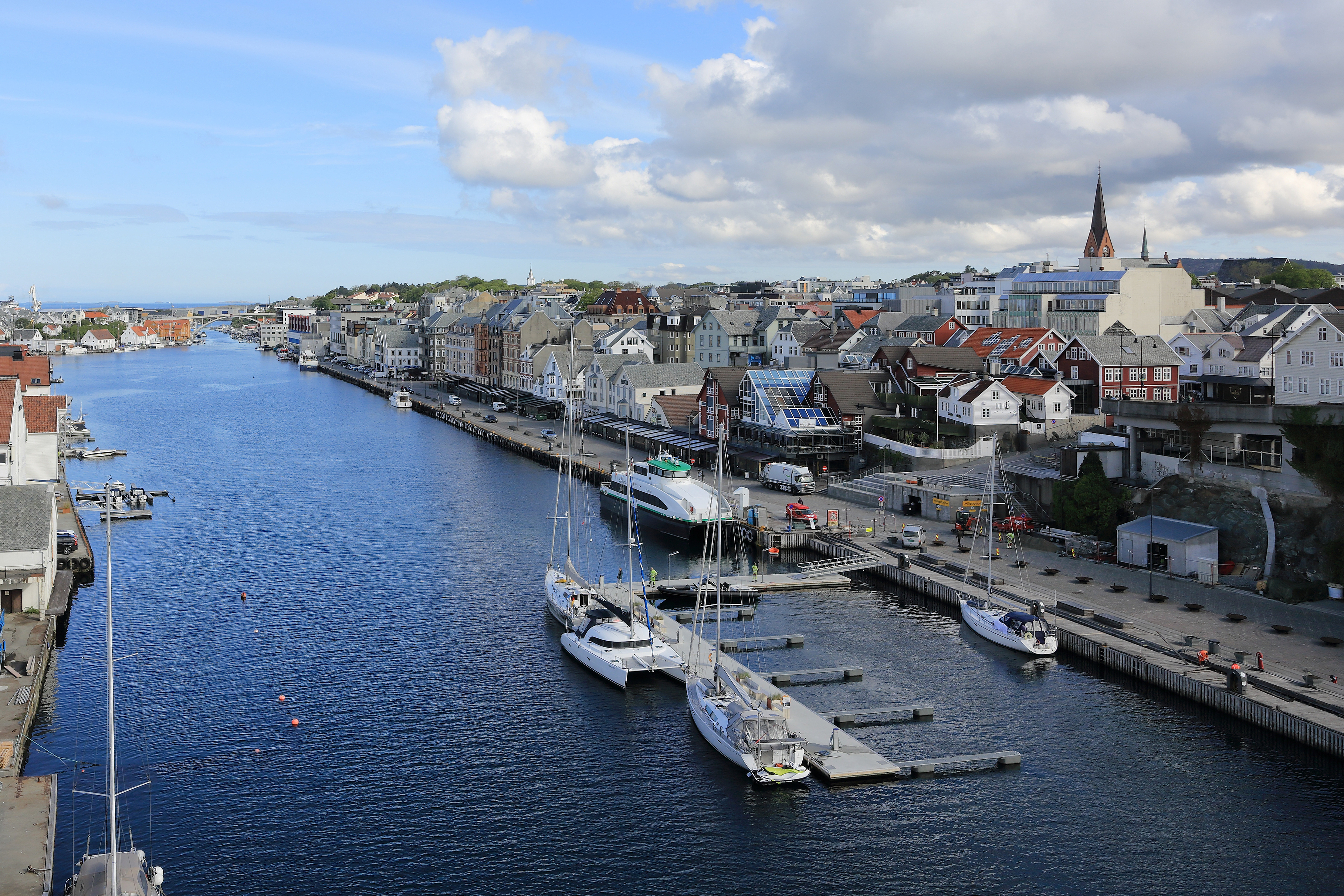
Das Zentrum von Haugesund von der Risøy-Brücke aus gesehen

## Wirtschaft und Infrastruktur

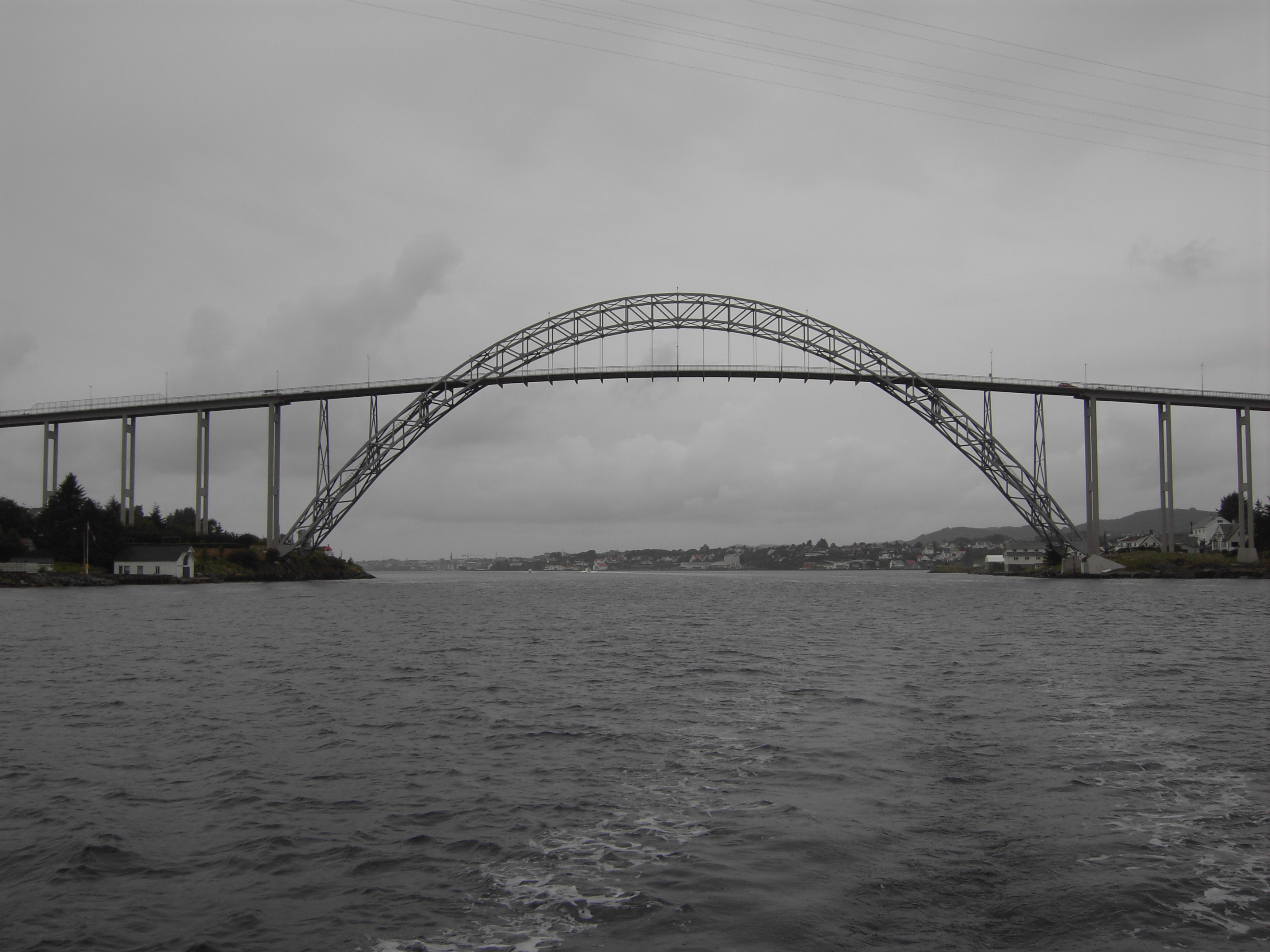
Karmsundbrücke

Die Stadt lebt wirtschaftlich neben dem Handel, der Fischerei und einer Schiffswerft auch von der Konservenindustrie und ihrem Tiefseehafen.

### Verkehr
Haugesund verfügt auf der Insel Karmøy über den internationalen Flughafen Haugesund, Karmøy (IATA-Flughafencode: HAU) mit Routenflügen nach Oslo-Gardermoen, Bergen Flesland, Kopenhagen und Danzig. Daneben gibt es auch Charter- und Frachtverkehr.
Lokale Fähren fahren auf die nahegelegene Inseln Røvær und Feøy sowie nach Utsira (kleinste Kommune Norwegens) weiter draußen im Meer.

## Söhne und Töchter der Stadt
Aus Haugesund stammen unter anderem die Sängerin und Gewinnerin des Eurovision Song Contest 1985 Hanne Krogh, der Schriftsteller Jon Fosse und der norwegische Gesundheits- und Pflegeminister Jan Christian Vestre.